# 納什維爾 (北卡羅萊納州)
納什維爾（英語：Nashville）是一個位於美國北卡羅萊納州納什縣的城鎮。同時該地也是納什縣的縣治。

## 人口
根據2020年美國人口普查的數據，納什維爾的面積為12.17平方千米，當中陸地面積為12.16平方千米，而水域面積為0.01平方千米。當地共有人口5632人，而人口密度為每平方千米463人。